# Ian McLellan Hunter
Ian McLellan Hunter (* 8. August 1915 in London; † 5. März 1991 in New York City, New York) war ein aus Großbritannien stammender US-amerikanischer Drehbuchautor, dem 1993 von der Academy of Motion Picture Arts and Sciences sein 1954 verliehener Oscar für die beste Originalgeschichte aberkannt wurde, da der während der McCarthy-Ära auf der sogenannten Blacklist stehende Dalton Trumbo alleiniger Autor der Originalgeschichte zu Ein Herz und eine Krone war und Hunter lediglich Mitverfasser des Drehbuchs.

## Leben
Der aus Großbritannien stammende Hunter übersiedelte als Kleinkind mit seinen Eltern in die USA und begann seine Laufbahn als Drehbuchautor in der Filmwirtschaft Hollywoods 1939 bei dem Film Fisherman’s Wharf und verfasste bis 1987 die Drehbücher und Vorlagen zu über dreißig Filmen.
Bei der Oscarverleihung 1954 erhielt er zunächst allein den Oscar für die beste Originalgeschichte für Ein Herz und eine Krone (1953) von William Wyler mit Audrey Hepburn, Gregory Peck und Eddie Albert in den Hauptrollen. Darüber hinaus wurde er hierfür bei dieser Oscarverleihung zusammen mit John Dighton für den Oscar für das beste adaptierte Drehbuch nominiert und gewann außerdem mit Dighton den Preis der Writers Guild of America (WGA Award) für die beste amerikanische Komödie.
1969 gewann er den Edgar Allan Poe Award für das beste Drehbuch für eine Episode einer Fernsehserie, und zwar für den Fernsehfilm  Die Geschichte des Dr. Jekyll & Mr. Hyde (1968) von Charles Jarrott mit Jack Palance, Denholm Elliott und Billie Whitelaw.
Die Verleihung des Oscar an Hunter wurde im Dezember 1992 von der Academy of Motion Picture Arts and Sciences widerrufen, da Dalton Trumbo, der sich während der McCarthy-Ära auf der Schwarzen Liste („Blacklist“) befand, der alleinige Autor der Originalvorlage war. Hunter war damals in Absprache mit Trumbo als alleiniger Autor wegen dessen Berufsverbots genannt worden und beteiligte diesen finanziell an dem Verdienst. Die Academy strich Hunter als Strohmann aus der Verleihungsliste und verlieh am 10. Mai 1993 an Trumbos Frau postum einen zweiten Oscar an den 1976 verstorbenen Trumbo. Zuvor hatte sich Hunters Sohn, der Regisseur Tim Hunter geweigert, den an seinen Vater 1954 verliehenen Oscar herauszugeben.
Zwischen 1953 und 1957 befand sich Hunter im Übrigen selbst auf der „Blacklist“ und unterlag somit ebenfalls einem zeitweiligen Berufsverbot. Hunter arbeitete darüber hinaus unter dem Pseudonym Philip Rush mit dem ebenfalls unter Berufsverbot stehenden Ring Lardner junior zusammen und verfasste mit diesem unter anderem die Vorlage für das Broadway-Musical Foxy (1964).

## Filmografie (Auswahl)
- 1939: Fisherman’s Wharf
- 1940: Second Chorus
- 1947: Mr. District Attorney
- 1953: Ein Herz und eine Krone
- 1962: Kapitän Sindbad (Captain Sindbad)
- 1964: The Reporter (Fernsehserie)
- 1968:  Die Geschichte des Dr. Jekyll & Mr. Hyde
- 1972: Brutale Schatten
- 1982: Die Blauen und die Grauen (Fernsehserie)

## Auszeichnungen
- 1954: Oscar für die beste Originalgeschichte (Widerruf 1992)
- 1954: WGA Award für die beste amerikanische Komödie
- 1969: Edgar Allan Poe Award für das beste Drehbuch für eine Episode einer Fernsehserie